# كأس ملك تايلاند 2023
بطولة كأس ملك تايلاند 2023 (بالتايلندية: ฟุตบอลชิงถ้วยพระราชทานคิงส์คัพ 2023)‏أو بطولة كأس الملك 2023، هي النسخة 49 من بطولة كأس ملك تايلاند، وهي بطولة كرة القدم دولية سنوية للرجال التي ينظمها اتحاد كرة القدم التايلاندي. شارك فيها منتخب تايلاند بصفته المضيف للبطولة؛ وانضمت إليه فرق الاتحاد الآسيوي الهند والعراق ولبنان.

## الفرق المشاركة
شارك في البطولة الفرق التالية:
| دولة             | المنظم                      | الاتحاد                    | الكونفدرالية    | تصنيف الفيفا 1 | السابق أفضل أداء                     |
| ---------------- | --------------------------- | -------------------------- | --------------- | -------------- | ------------------------------------ |
| تايلاند (المضيف) | اتحاد تايلاند لكرة القدم    | اتحاد آسيان لكرة القدم     | الاتحاد الآسيوي | 113            | البطال (15 لقبًا؛ اللقب الأخير: 2017) |
| الهند            | اتحاد الهند لكرة القدم      | اتحاد جنوب آسيا لكرة القدم | الاتحاد الآسيوي | 99             | المركز الثالث ( 1977, 2019)          |
| العراق           | الاتحاد العراقي لكرة القدم  | اتحاد غرب آسيا لكرة القدم  | الاتحاد الآسيوي | 70             | المركز الثاني (2007)                 |
| لبنان            | الاتحاد اللبناني لكرة القدم | اتحاد غرب آسيا لكرة القدم  | الاتحاد الآسيوي | 100            | المركز الثالث (2009)                 |

- 1 تصنيف الفيفا اعتبارًا من 20 يوليو 2023.[4]

## مكان
| تشيانغ مي                            |
| ------------------------------------ |
| ملعب تشيانغ مي (ملعب الذكرى الـ 700) |
| السعة: 17,909                        |
|                                      |

## المباريات

### قواعد المباراة
- 90 دقيقة.
- ركلات الترجيح بعد التعادل في 90 دقيقة.
- الحد الأقصى خمسة تبديلات.

### قوس
|  | نصف النهائي                           | نصف النهائي                           |       |                                        | النهائي                                | النهائي |  |
|  |                                       |                                       |       |                                        |                                        |         |  |
|  | 7 سبتمبر – ملعب شيانغ مي [الإنجليزية] |                                       |       |                                        |                                        |         |  |
|  | تايلاند                               | 2                                     |       |                                        |                                        |         |  |
|  | لبنان                                 | 1                                     |       |                                        |                                        |         |  |
|  |                                       |                                       |       |                                        |                                        |         |  |
|  |                                       |                                       |       |                                        | 10 سبتمبر – ملعب شيانغ مي [الإنجليزية] |         |  |
|  |                                       |                                       |       |                                        | تايلاند                                | 2 (4)   |  |
|  |                                       | العراق                                | 2 (5) |                                        |                                        |         |  |
|  |                                       |                                       |       |                                        |                                        |         |  |
|  |                                       |                                       |       |                                        |                                        |         |  |
|  |                                       |                                       |       |                                        | مباراة تحديد المركز الثالث             |         |  |
|  | 7 سبتمبر – ملعب شيانغ مي [الإنجليزية] | 7 سبتمبر – ملعب شيانغ مي [الإنجليزية] |       | 10 سبتمبر – ملعب شيانغ مي [الإنجليزية] | 10 سبتمبر – ملعب شيانغ مي [الإنجليزية] |         |  |
|  | العراق                                | 2 (5)                                 |       | لبنان                                  | 1                                      |         |  |
|  | الهند                                 | 2 (4)                                 |       |                                        | الهند                                  | 0       |  |

### نصف النهائي
| العراق                                | 2–2 | الهند                                       |
| ------------------------------------- | --- | ------------------------------------------- |
| - الحمادي 28' (ر.ج) - حسين 80' (ر.ج)  |     | - ناورم 17' - حسن 51' (هـ.ع)                |
| ركلات الترجيح                         |     |                                             |
| - دوسكي - عدنان - جاسم - الحموي - رسن | 5–4 | - فيرنانديز - جيهنغان - وانجام - علي - رحيم |

| تايلاند                          | 2–1 | لبنان       |
| -------------------------------- | --- | ----------- |
| - أيوب 45+3' (هـ.ع) - دانغدا 85' |     | - جرادي 57' |

### مباراة تحديد المركز الثالث
| لبنان    | 1–0 | الهند |
| -------- | --- | ----- |
| قاسم 77' |     |       |

### النهائي
| تايلاند                                                 | 2 - 2 | العراق                                  |
| ------------------------------------------------------- | ----- | --------------------------------------- |
| نيكولاس ميكلسون 37' · Bordin Phala 82'                  | تقرير | 6' أيمن حسين · 65' أمجد عطوان           |
| ركلات الترجيح                                           |       |                                         |
| كامان · بوانغتشان · انان · شاريونراتانابيروم · بونماتان | 4 - 5 | عبد الله · دوسكي · فرحان · بايش · عطوان |

## الفائز
| البطولة السنوية التاسعة والأربعون لكأس الملك لكرة القدم البطل |
| ------------------------------------------------------------- |
| · العراق · للمرة الأولى                                       |

## روابط خارجية
- اتحاد كرة القدم التايلاندي – الموقع الرسمي FAT باللغة التايلندية